# 생태주의 시대
생태주의 시대(프랑스어: Génération Écologie, 약칭 GE)는 녹색당 (Les Verts), 독립 생태운동, 21세기를 위한 시민의식, 행동, 참여와 함께 프랑스의 녹색정당 중 하나다. 프랑수아 미테랑의 제의로 브라이스 라롱드에 의해 1990년에 창당되었으며, 생태주의에 관심이 있는 정치인들과 공무원들의 범 정당 동맹체로서 활동하고 있다.
1992년의 지방 선거에서 녹색당과의 연합으로 14%의 득표율을 보였으나, 1993년의 의회 선거에서는 이 연합이 실패하여 겨우 7%를 득표한 것은 물론 원내 진출해도 실패한 바 있다.
노엘 마메르가 1992년부터 1994년까지 이 당의 부대표직을 맡았으나, 당에서 배척되자 마메르는 '생태주의 연대접근'을 만들어 훗날 녹색당에 병합되기도 한다. 전통적으로 좌파 성향이 강한 다른 녹색 정당들과는 달리, 생태주의 시대는 중도 우파 정당을 지향하고 있다. (사안에 따라 사회당과 연대하기도 한다.) 이에 따라 2002년부터는 대중운동연합 (UMP)과 보수연합을 형성하였으나, 2004년의 지역 선거 이후 이들간 연대가 희미해지는 추세다.
생태주의 시대는 2004년 이래 많은 여타 운동가들과 공조하며 자신들의 녹색 정치를 펼쳐나가고 있다. 연방당, 장애인민주중심, 뱅퀴시 실업자 연대가 생태주의 시대와 함께했다.
프랑 가메르가 브라이스 라롱드의 뒤를 이어 대표직을 맡으면서 2007년의 대선에 출마할 것을 공표하였으나, 500명의 지지서명을 얻지 못해 실패하였다.
2009년의 유럽 의회 선거에서는 독립 생태운동 등 군소 생태운동가들과 연대하여 선거운동을 펼쳤으나 의석 획득에는 실패하였다.